# Beine-Nauroy
Beine-Nauroy è un comune francese di 1 059 abitanti situato nel dipartimento della Marna, nella regione del Grand Est.

## Società

### Evoluzione demografica
Abitanti censiti